# Mariä Himmelfahrt (Haindling)

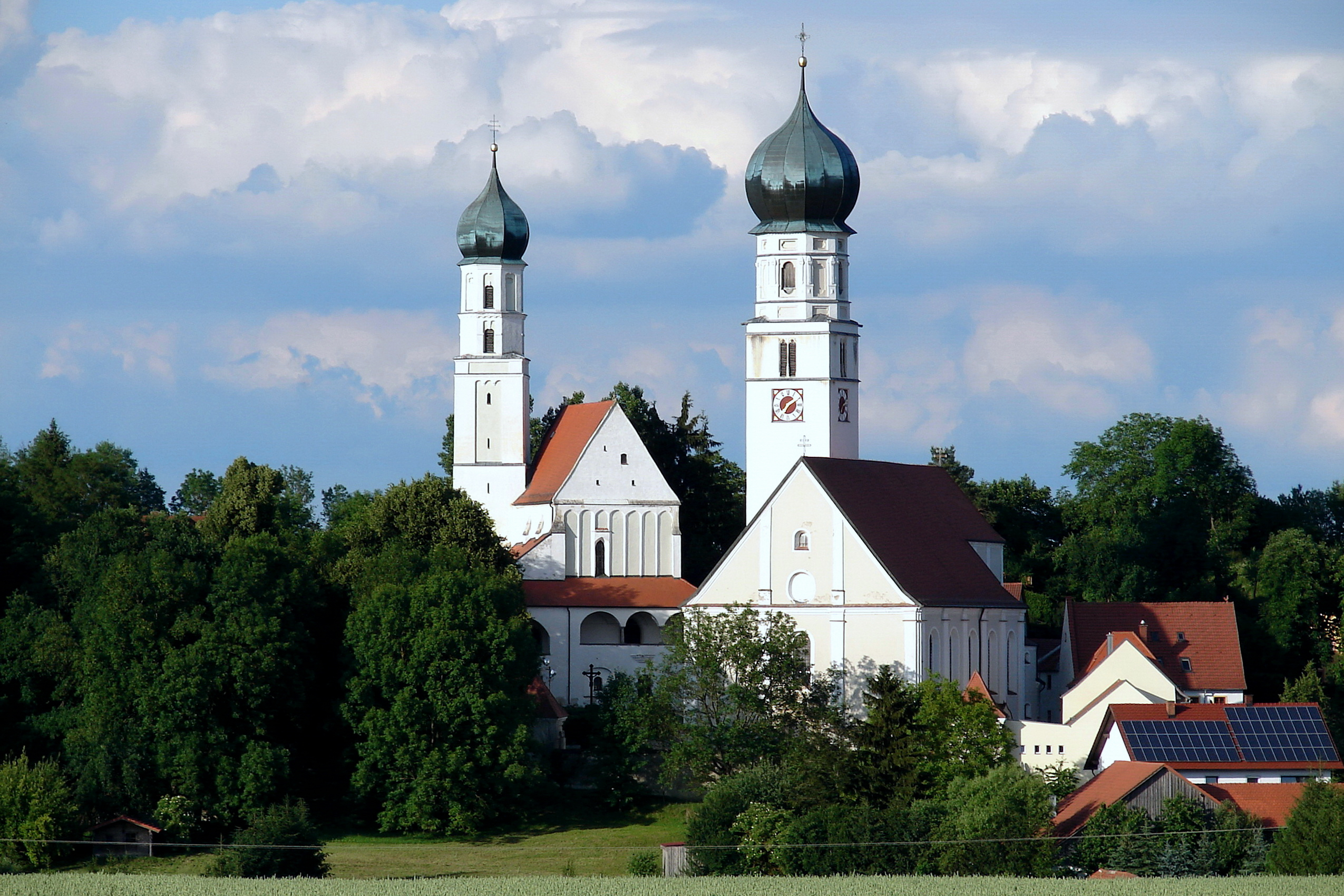
Kirchenensemble Haindling, rechts die Wallfahrtskirche Mariä Himmelfahrt

Die römisch-katholische Wallfahrtskirche Mariä Himmelfahrt in Haindling befindet sich in dem gleichnamigen Gemeindeteil der niederbayerischen Stadt Geiselhöring im Landkreis Straubing-Bogen. Durch seine Lage auf einer Anhöhe an den Ausläufern des Gäubodens ist das bekannte Kirchenensemble mit der benachbarten Kreuzkirche weithin sichtbar. Die Wallfahrt nach Haindling gilt als eine der ältesten Bayerns. Noch heute besuchen jährlich rund 65 Pilgergruppen aus dem weiten Umkreis den Marienwallfahrtsort.

## Geschichte
Das Kloster Sankt Emmeram in Regensburg besaß nachweislich seit dem 9. Jahrhundert Güter in Haindlingberg und seit 1031 auch in Haindling und dem benachbarten Hainsbach. Im Jahr 1266 bestätigt Papst Clemens IV. dem Kloster das Patronatsrecht zu Haindling, also das Recht, einen Pfarrer zu bestellen. Die Marienwallfahrt ist seit 1333 belegt, als bereits eine Marienkapelle in Haindling bestand. 1337 richtete der Regensburger Bischof Nikolaus von Ybbs eine Kaplanei ein. Spätestens seit diesem Zeitpunkt gilt die Wallfahrt als urkundlich gesichert. Die wachsende Beliebtheit der Wallfahrt bescherte Haindling im Jahr 1352 eine zweite Kaplanstelle, im Jahr 1419 gar eine dritte. Gleichzeitig wurde in Haindling eine Fülle von Ablässen durch Bischöfe und Kardinäle erteilt, sodass von einer überregionalen Bedeutung als Wallfahrtsort ausgegangen werden kann. Im Jahr 1439 wurde die erste Wallfahrtskirche an der Stelle der heutigen Marienkirche vollendet. Es handelte sich dabei vermutlich um eine Hallenkirche im spätgotischen Stil.
Um der weiter wachsenden Bedeutung der Wallfahrt Rechnung zu tragen, errichtete man wenig später eine zweite Kirche in Haindling, die heute als Kreuzkirche fortbesteht. Deren älteste Bausubstanz stammt wohl aus der Zeit um 1480. Im Zeitalter im Renaissance, während der Amtszeit von Abt Hieronymus II. Feury (1609–1622), modernisierte man beide Kirchen – ganz im Sinne der Gegenreformation. Insbesondere die Kreuzkirche erfuhr in dieser Zeit starke Veränderungen, bei der Marienkirche beschränkten sich die Arbeiten im Wesentlichen auf eine Aufstockung des Turmes. Verantwortlich für die Arbeiten war der Münchener Hofbaumeister Martin Bartholomäus Viscardi.
Hundert Jahre später ließ Abt Wolfgang II. Mohr (1719–25) die Marienkirche beinahe von Grund auf neu als barocke Wandpfeilerkirche errichten. Während der dreijährigen Bauzeit von 1719 bis 1722 waren vor allem Handwerker aus der näheren Umgebung tätig. Ausführender Baumeister war der Geiselhöringer Maurermeister Johann Pfättinger/Pfäffinger. In dieser Zeit gründete der damals in Haindling tätige Pater Bonifaz Schachtner die Erzbruderschaft der Heiligen Dreifaltigkeit. Aufgrund der weiterhin blühenden Wallfahrt wurde 1733 oder 1734 die Benediktiner-Propstei des Klosters Sankt Emmeram von Hainsbach nach Haindling in das neu erbaute Klösterl verlegt. Das noch bestehende Gebäude befindet sich rund 150 Meter südöstlich der Kirche. Der wohl bekannteste Geistliche in Haindling der von 1784 bis zur Säkularisation 1804 als Prior und Propst tätige Roman Zirngibl, später als Archivar und Historiker Mitglied der Bayerischen Akademie der Wissenschaften.
Mit der Säkularisation fand neben der Propstei auch die Wallfahrt ein jähes Ende. Die Seelsorge in Haindling übernehmen seither Weltpriester der Diözese Regensburg. Heute ist Haindling eine Filiale der Pfarrei Hainsbach, die sich mit der Stadtpfarrei St. Peter und Erasmus in Geiselhöring in einem Pfarrverband befindet. Im Jahr 1816 stürzte das Langhausgewölbe der Kirche aufgrund der schlechten Statik ein und wurde in der Folge durch ein Lattengewölbe ersetzt. Dabei wurden die Deckenfresken völlig zerstört.
Erst im 20. Jahrhundert wurde die Wallfahrt langsam wieder belebt. Das südlich der Kirche liegende alte Schul- und Mesnerhaus von Haindling wurde im Jahr 2003 generalsaniert und beherbergt seither unter anderem den Pfarrsaal. Seit 2015 findet eine umfangreiche Innenrenovierung statt, die sich mindestens bis zum Jahr 2019 hinziehen wird.

## Architektur
Die traditionelle Wallfahrtskirche ist eine fünfjochige Wandpfeilerkirche, die über einen deutlich eingezogenen dreijochigen Chor mit dreiseitigem Schluss verfügt. Das rückwärtige Langhausjoch wird von der 1816 erneuerten zweigeschossigen Westempore überspannt. Langhaus und Chor sind mit einem Tonnengewölbe mit Stichkappen ausgestattet, wobei das Langhausgewölbe nach dem Einsturz 1816 wiederaufgebaut werden musste. Seitdem wird dieses lediglich von Holzlatten getragen. Die Seitenkapellen zwischen den mächtigen Wandpfeilern sind von kurzen Quertonnen überwölbt.
Während die Langhausmauern in der Barockzeit weitgehend neu errichtet wurden, stammt das Mauerwerk der südlich an den Chor angebauten Sakristei noch vom Vorgängerbau. Ebenso wurde das zweistöckige, quadratische Turmuntergeschoss mit Spitzbogenfenstern von der gotischen Kirche übernommen. Das oktogonale Oberbau und die Zwiebelhaube wurden dagegen erst zwischen 1624 und 1631 aufgesetzt. Am Westportal, dem ehemaligen Hauptportal der Wallfahrtskirche, wird dagegen die barocke Formensprache besonders sichtbar. Das Portal ist von zwei ionischen Pilastern flankiert und mit einem Sprenggiebel bekrönt.

## Ausstattung

### Fresken und Stuck
Während ihrer Erbauung erhielt die Wallfahrtskirche einen umfangreichen Freskenzyklus, von dem späteren Fürstabt Anselm Godin de Tampezo zusammengestellt und von dem Straubinger Barockmaler Joseph Anton Merz ausgeführt. Godin stellte die enge Verbindung von Haindling zum Kloster Sankt Emmeram besonders in den Vordergrund. Daher waren an der Langhausdecke Szenen aus dem Leben der Hausheiligen Emmeram, Dionysius und Wolfgang zu sehen. Über den Seitenaltären waren zehn Gnadenerweisungen der Mutter Gottes an Heilige des Benediktinerordens aufgemalt. Außerdem war am Chorbogen auf der Langhausseite die Mutter Gottes in der Glorie, umgeben von Heiligen des Benediktinerordens und flankiert von den Wappen der Reichsabtei Sankt Emmeram und seines damaligen Abtes Wolfgang II. Mohr.
Während die bisher beschriebenen Fresken beim Einsturz der Langhausdecke im Jahr 1816 völlig zerstört wurden, sind die Deckenfresken im Chor bis heute erhalten. Sie sind in drei Reihen zu je drei Gemälden angeordnet und zeigen Szenen aus dem Leben Mariens. Die Motive sind jeweils von Ost nach West: in der Mitte die Darstellung Jesu im Tempel, die Verlobung Mariens und die Maria Immaculata; auf der linken Seite Mariä Geburt, die Verkündigung an Maria und die Flucht nach Ägypten; auf der rechten Seite der Tempelgang Mariens, die Mariä Heimsuchung und der Tod Mariens. Korrespondierend dazu sind in den Stichkappen zwölf Embleme mit marianischen Symbolen dargestellt. Der Chorbogen zeigt auf der Altarseite eine Darstellung der Schönen Maria von Regensburg, einer im Mittelalter sehr bedeutenden Wallfahrt, die von acht Heiligen und Seligen mit Verbindung zum Kloster Sankt Emmeram verehrt wird.
Die Langhausdecke wurde nach der Wiedereinwölbung 1816 neu bemalt – vermutlich von Franz S. Merz, einem Enkel von Joseph Anton Merz – und 1957 von dem Parsberger Maler Walter Scheidemantel überarbeitet. Es sind vier Szenen der Verherrlichung Mariens dargestellt, darunter das Gnadenbild mit einer Ortsansicht von Haindling. In den Stichkappen tragen Engel das Ave Maria auf Spruchbändern.
Der Stuck im Langhaus ist noch im Originalzustand erhalten. Er wurde 1721 von dem Geiselhöringer Bildhauer Simon Hofer geschaffen und umfasst beeindruckende Stuckkapitelle mit Blüten- und Akanthusdekor. Der kunstvolle Rokokospalier im Altarraum, der die dort befindlichen Oratorien einrahmt, stammt aus späterer Zeit. Die Baldachin- und Vorhangdraperien, Kartuschen mit dem bayerischen Rautenwappen, Hermen und Putti fertigte der Geiselhöringer Bildhauer Thomas Wagner im Jahr 1762.

### Altäre

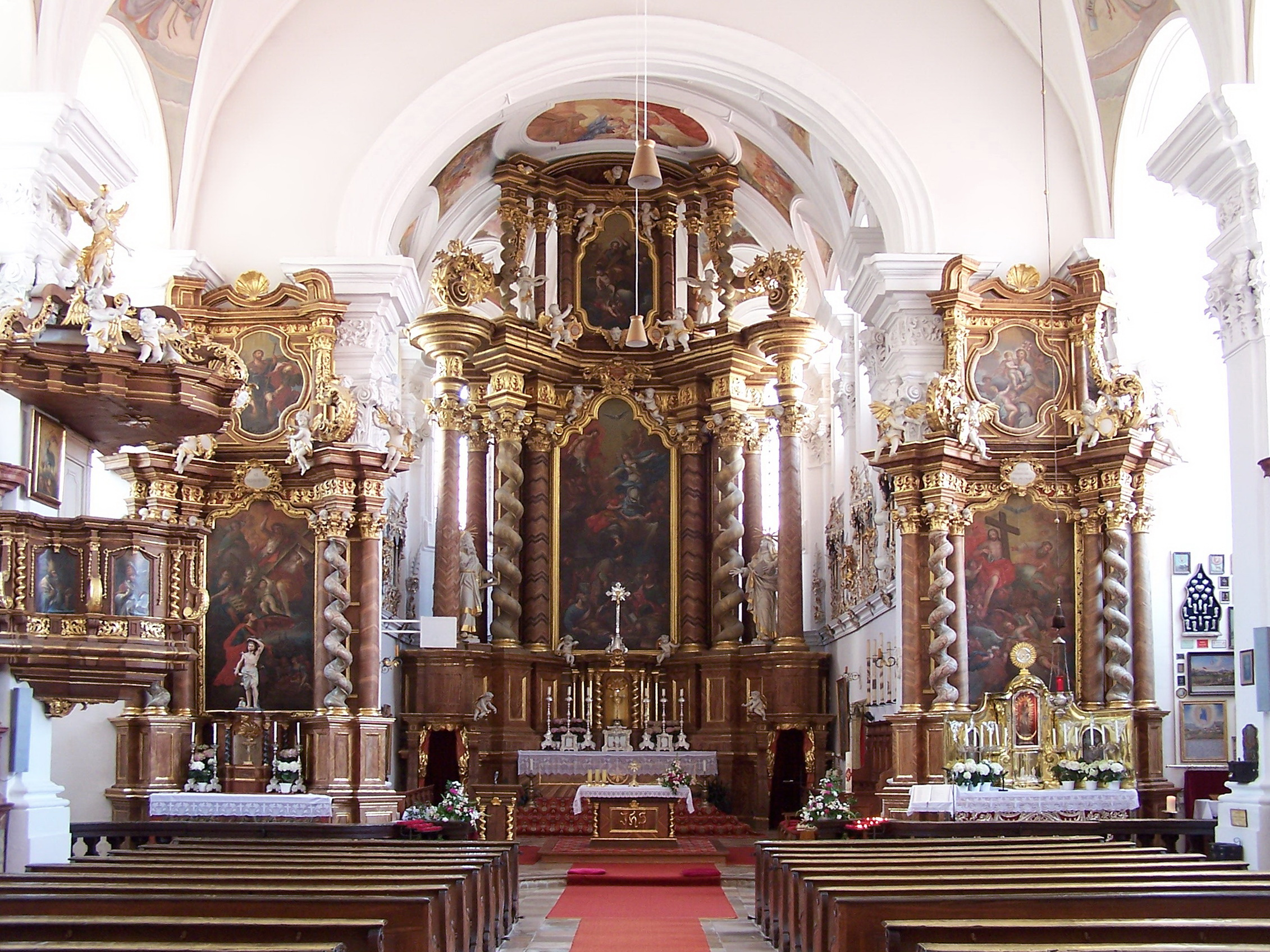
Hochaltar und Chorbogenaltäre der Wallfahrtskirche Mariä Himmelfahrt

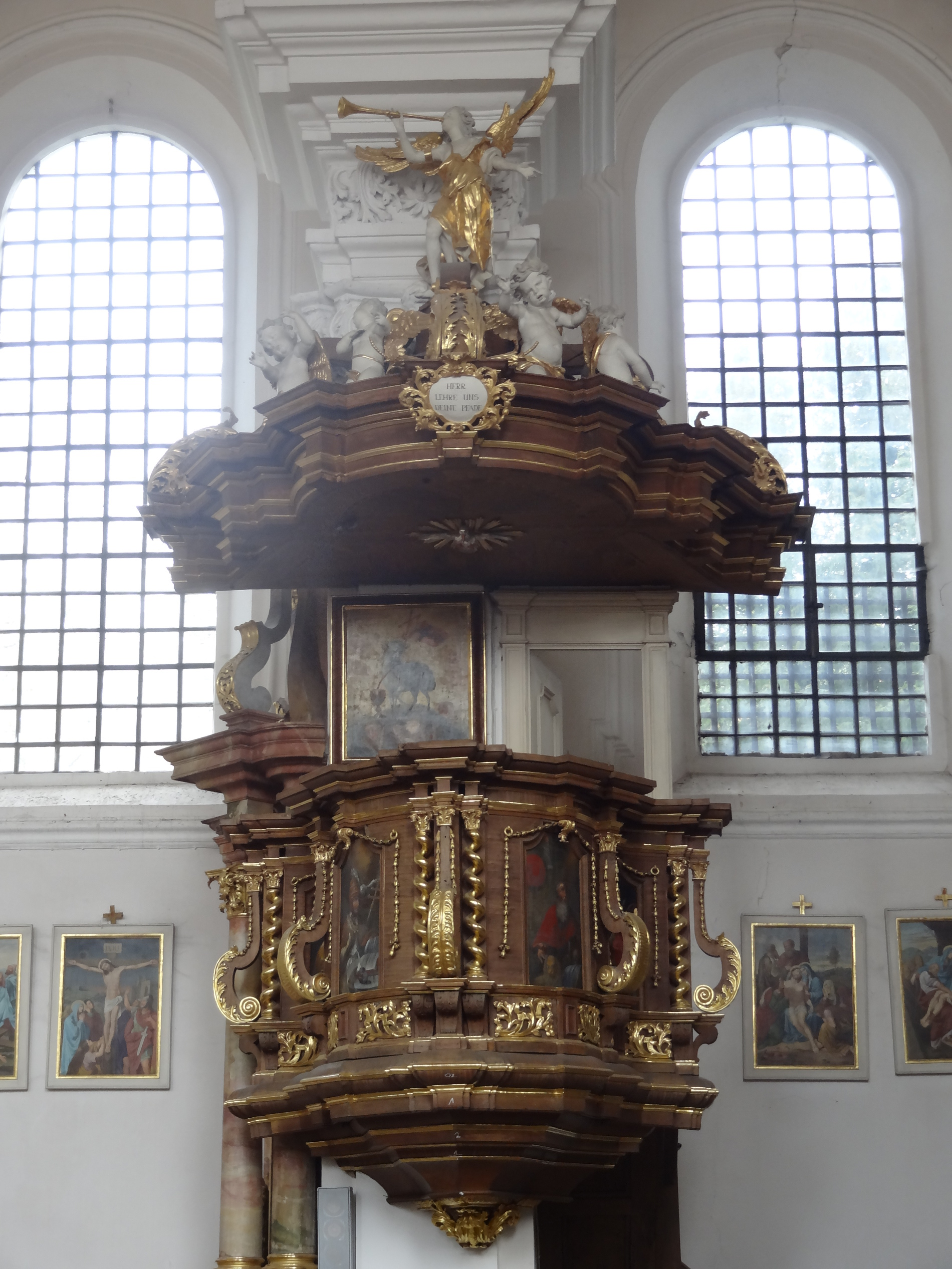
Barocke Kanzel (1721) von Thomas Lehner

Die Altäre der Kirche stammen zum größten Teil von dem Geiselhöringer Schreiner Thomas Lehner. Am beeindruckendsten ist der Hochaltar, welcher die gesamte Breite und Höhe der Chorraumes einnimmt. Der Altaraufbau wird von vier Säulen je Seite getragen, wobei je eine Säule einen gedrehten Schaft besitzt. Diese Säulen tragen das verkröpfte Gebälk, auf dem der wiederum achtsäulige Altarauszug sitzt. Voluten oberhalb der beiden äußeren Säulen leiten zu diesem über. Die jeweils vier Säulen links und rechts des Auszuges tragen den oberen Abschluss in Form eines Segmentbogens. Besonders auffällig sind die unterschiedlichen Furniermuster aus Nuss-, Kirsch- und Birnbaumholz. Das zentrale Hochaltarbild zeigt die Himmelfahrt Mariens; es sind darauf auch die Heiliggeisttaube und Jesus Christus abgebildet. Durch die Darstellung von Gott Vater im Auszugsbild wird die Heilige Dreifaltigkeit komplettiert. Am Tabernakel befindet sich ein etwa 30 Zentimeter hohes, silbernes Reliquienkreuz, das 1714 vom Regensburg Weihbischof Albrecht Ernst Graf von Wartenberg gestiftet wurde. Zwischen den beiden äußeren Säulenpaaren stehen weiß und golden gefasste Figuren der Eltern Mariens, Joachim und Anna, die von Simon Hofer geschaffen wurden.
Die beiden Chorbogenaltäre sind ähnlich aufgebaut wie der Hochaltar. Der Sebastiansaltar links des Chorbogens ist die Andachtsstätte der 1714 gegründeten Sebastianibruderschaft zum Schutz gegen die Pest. Das Altarblatt zeigt den heiligen Sebastian, der Haindling mit seinem Schild gegen die Pestpfeile abschirmt. Im Auszug ist ein weiterer Schutzpatron gegen die Pest, der heilige Rochus, dargestellt. Auf der Mensa befindet sich eine Holzfigur des heiligen Sebastian, die 1681 vom Bogener Bildhauer Johann Gottfried Frisch geschnitzt wurde. Rechts der Chorbogens befindet sich der Gnadenaltar, der zugleich Andachtsstätte der Bruderschaft zur Allerheiligsten Dreifaltigkeit ist. In einem 1739 gestifteten Gehäuse befindet sich das Haindlinger Gnadenbild, eine 48 Zentimeter hohe Holzfigur der Mutter Gottes mit dem Jesuskind in weitgehend originaler Fassung. Das Postament mit dem Halbmond, das Zepter Mariens, die Kronen Mariens und des Jesuskindes sowie der Strahlenkranz stammen aus dem Jahr 1715. Es wird flankiert von 1861 angefügten Reliquiennischen. Das Altarblatt zeigt die Heilige Dreifaltigkeit, das Auszugsbild den heiligen Josef. Die Wandnische neben dem Gnadenaltar dient als Gnadenkapelle; dort sind zahlreiche Votivtafeln und andere Votivgaben zu sehen.
In den weiteren Wandnischen befinden die sechs Seitenaltäre. Auf der Südseite sind dies von Ost nach West: der Wolfgangsaltar mit einem Altarblatt der drei im Kloster Sankt Emmeram verehrten Heiligen Emmeram, Dionysius und Wolfgang und mit einer Darstellung des heiligen Nikolaus im Auszug; der Andreasaltar mit einem Altarblatt vom Martyrium des heiligen Andreas, einem Oberbild des heiligen Christophorus und einer qualitätvollen Holzfigur der Mondsichelmadonna von einem Landshuter Meister aus der Zeit um 1480; der Altar der Schmerzhaften Mutter Gottes mit einem Altarblatt der Mater Dolorosa, einem Auszugsbild des heiligen Antonius von Padua und einem Schrein mit einer Plastik des Heiligen Grabes aus der zweiten Hälfte des 18. Jahrhunderts. Die Altäre auf der Nordseite sind von Ost nach West: der Leonhardsaltar mit einem Altarblatt von den beiden Viehpatronen Leonhard und Wendelin, einem Oberbild des heiligen Martin und einem Herz-Marien-Bild auf der Mensa, der Barbaraaltar mit einer Darstellung des Martyriums der heiligen Barbara auf dem Altarblatt und einem Auszugsbild der heiligen Apollonia, der Benediktusaltar mit einem Altarblatt des Ordensgründers Benedikt von Nursia und einem Bild mit dem Titel Christus und der Apostel Thomas im Auszug.

### Übrige Ausstattung

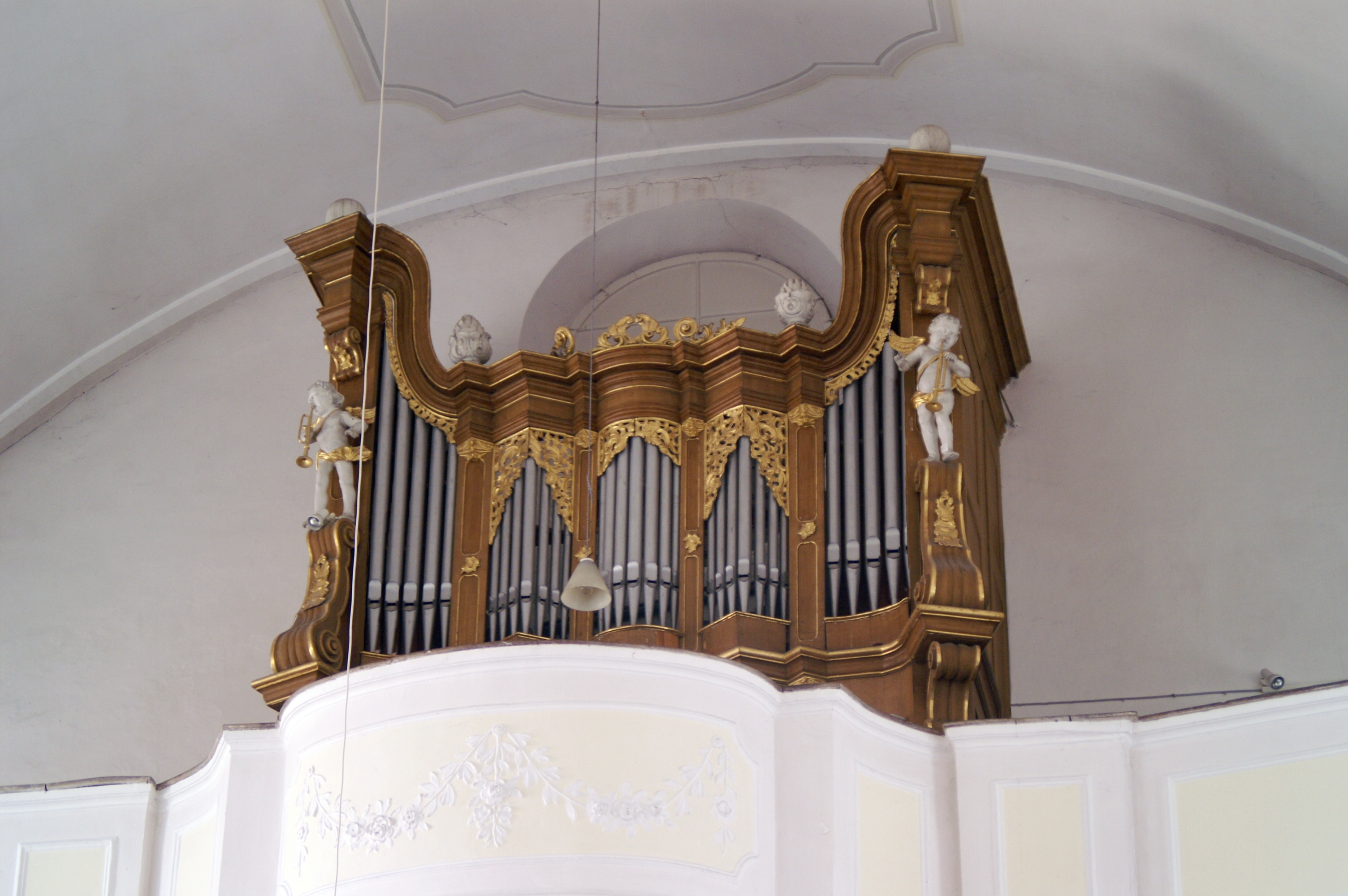
Orgelprospekt von Brandenstein

Das Chorgestühl zu zweimal fünf Sitzen stammt noch aus der ersten Hälfte des 17. Jahrhunderts und wurde aus der Vorgängerkirche übernommen. Die einzelnen Stallen sind aus unterschiedlichen Hölzern aufgebaut und durch Pilaster unterteilt. Die Kanzel wurde im Jahr 1721 von Thomas Lehner gefertigt. Der Korpus ist durch vorspringende Volutenpilaster in vier Felder unterteilt, die Bilder der vier Kirchenväter von Joseph Anton Merz enthalten. Auf dem Schalldeckel mit Akanthusvoluten befinden sich ein posaunender Engel und zahlreiche Putti, die alle weiß und golden gefasst sind. Unter den Gedenktafeln in der Kirche ist das Kalksteinepitaph für Gabriel Kastner von Hainsbach († 1565), dem letzten Lehensträger in Haindling, das auffälligste. Es wird auch „der Eiskalte von Haindling“ genannt, da sich die Oberfläche des Grabdenkmals unabhängig von der Jahreszeit sehr kalt anfühlt. Die vier Glocken der Wallfahrtskirche mit der Tonfolge dis1–fis1–gis1–h1 wurden in den 1940er Jahren von Anton Gugg aus Straubing gegossen.
Das mit Akanthusornament verzierte Orgelgehäuse wurde von Johann Konrad Brandenstein geschaffen und stammt aus dem Jahr 1730. Es ist in fünf Teile gegliedert, wobei die beiden äußeren Teile höher sind und jeweils eine weiß und golden gefasste Engelsfigur enthalten. Die Disposition dieses ursprünglichen Instrumentes ist nicht überliefert. Martin Binder baute 1875 in das historische Gehäuse mit seinem Opus 1 ein neues Spielwerk. Es hatte sechs Register auf einem Manual und Pedal. Aktuell befindet sich ein Spielwerk mit zwei Manualen von Ignaz Weise aus dem Jahr 1914 in der Kirche. Dieses Instrument ist stark vom Holzwurm befallen und nicht mehr spielbar. Daher wurde bereits vor längerer Zeit das komplette Windwerk abgebaut (Stand: Frühjahr 2016).